# Origin of Symmetry
Origin of Symmetry (англ. Походження симетрії) — другий студійний альбом британського рок-гурту Muse, випущений в 2001 році на лейблі Mushroom Records.

## Список композицій
Автор музики і слів Метью Белламі, окрім "Feeling Good". 
| Original release | Original release | Original release |
| #                | Назва            | Тривалість       |
| ---------------- | ---------------- | ---------------- |
| 1.               | «New Born»       | 6:03             |
| 2.               | «Bliss»          | 4:11             |
| 3.               | «Space Dementia» | 6:20             |
| 4.               | «Hyper Music»    | 3:21             |
| 5.               | «Plug In Baby»   | 3:38             |
| 6.               | «Citizen Erased» | 7:21             |
| 7.               | «Micro Cuts»     | 3:38             |
| 8.               | «Screenager»     | 4:20             |
| 9.               | «Darkshines»     | 4:46             |
| 10.              | «Feeling Good»   | 3:18             |
| 11.              | «Megalomania»    | 4:39             |
| 51:35            |                  |                  |

## Учасники запису
| Muse: - Метью Белламі — спів, електрогітара, клавішні, - Кріс Волстенголм — бас-гітара, бек-вокал, вібрафон, - Домінік Говард — ударні, перкусія. | Запрошені музиканти: - Джеклейн Норрі — скрипка, - Сара Герберт — скрипка, - Клер Фіннімор — альт, - Керолайн Левелл — віолончель. | Інші: - Девід Ботрілл — продюсер, - Джон Лекі — продюсер, - Джон Корнфілд — звукорежисер. |

## Чарти та сертифікації
| Хіт-парад (2001—2021)                                | Найвища позиція |
| ---------------------------------------------------- | --------------- |
| Австралія Australian Albums (ARIA)                   | 22              |
| Австрія Austrian Albums (Ö3 Austria)                 | 7               |
| Бельгія Belgian Albums (Ultratop Flanders)           | 9               |
| Бельгія Belgian Albums (Ultratop Wallonia)           | 2               |
| Нідерланди Dutch Albums (MegaCharts)                 | 19              |
| Європа Europe (European Top 100 Albums)              | 8               |
| Фінляндія Finnish Albums (Suomen virallinen lista)   | 30              |
| Франція French Albums (SNEP)                         | 2               |
| Німеччина German Albums (Offizielle Top 100)         | 17              |
| Угорщина Hungarian Albums (MAHASZ)                   | 24              |
| Ірландія Irish Albums (IRMA)                         | 3               |
| Італія Italian Albums (FIMI)                         | 5               |
| Японія Japanese Albums (Oricon)[джерело?]            | 20              |
| Нова Зеландія New Zealand Albums (Recorded Music NZ) | 43              |
| Норвегія Norwegian Albums (VG-lista)                 | 11              |
| Шотландія Scottish Albums (OCC)                      | 3               |
| Швейцарія Swiss Albums (Schweizer Hitparade)         | 14              |
| Велика Британія UK Albums (OCC)                      | 3               |
| США Billboard 200                                    | 161             |

| Хіт-парад (2001)                           | Позиція |
| ------------------------------------------ | ------- |
| Бельгія Belgian Albums (Ultratop Flanders) | 50      |
| Бельгія Belgian Albums (Ultratop Wallonia) | 46      |
| Нідерланди Dutch Albums (Album Top 100)    | 67      |
| Європа European Albums (Music & Media)     | 91      |
| Франція French Albums (SNEP)               | 57      |
| Велика Британія UK Albums (OCC)            | 74      |

### Сертифікації
| Регіон | Сертифікація  | Продажі  |
| --- | ------------- | -------- |
| Австралія (ARIA) | Платиновий    | 70 000^  |
| Бельгія (BEA) | Золотий       | 25 000*  |
| Німеччина (BVMI) | Золотий       | 150 000  |
| Італія (FIMI) sales since 2009 | Золотий       | 25 000*  |
| Нідерланди (NVPI) | Золотий       | 40 000^  |
| Швейцарія (IFPI Switzerland) | Золотий       | 20 000^  |
| Велика Британія (BPI) | 2× Платиновий | 600 000* |
| *продажі, що базуються лише на сертифікаціях · ^відвантаження, що базуються лише на сертифікаціях · продажі+прослуховування, що базуються лише на сертифікаціях |               |          |